# رالف ر. إريكسون
رالف ر. إريكسون (بالإنجليزية: Ralph R. Erickson)‏ هو قاضي ومحامي أمريكي، ولد في 28 أبريل 1959.